# Racing Club de Cannes 2012-2013
Questa voce raccoglie le informazioni riguardanti il Racing Club de Cannes nelle competizioni ufficiali della stagione 2012-2013.

## Organigramma societario
Area direttiva
- Presidente: Anny Courtade

Area tecnica
- Allenatore: Yan Fang
- Allenatore in seconda: Anthony Gasté

## Rosa
| N° | Nome                | Ruolo | Data di nascita   | Nazionalità sportiva |
| -- | ------------------- | ----- | ----------------- | -------------------- |
| 1  | Julia Hoff          | L     | 19 febbraio 1991  | Francia              |
| 2  | Polina Idjilova     | P     | 10 settembre 1992 | Moldavia             |
| 3  | Freya Aelbrecht     | S     | 10 febbraio 1990  | Belgio               |
| 4  | Tetyana Kozlova     | S     | 25 settembre 1984 | Ucraina              |
| 5  | Barbara Collu       | S/O   | 14 febbraio 1991  | Francia              |
| 6  | Marie-Océane Pieri  | P     | 7 agosto 1993     | Francia              |
| 7  | Ana Antonijević     | P     | 26 agosto 1987    | Serbia               |
| 8  | Ilka van de Vyver   | P     | 26 gennaio 1993   | Belgio               |
| 9  | Sophie Péron        | L     | 11 maggio 1989    | Francia              |
| 10 | Brankica Mihajlović | S     | 13 aprile 1991    | Bosnia ed Erzegovina |
| 11 | Alexandra Lazić     | S     | 24 settembre 1994 | Svezia               |
| 12 | Victoria Ravva      | C     | 31 ottobre 1975   | Francia              |
| 13 | Nadia Centoni       | S/O   | 19 giugno 1981    | Italia               |
| 14 | Rebecka Lazić       | S     | 24 settembre 1994 | Svezia               |
| 15 | Tat'jana Markevič   | S     | 25 marzo 1988     | Bielorussia          |
| 16 | Milena Rašić        | C     | 25 ottobre 1990   | Serbia               |
| 17 | Jelena Lozančić     | C     | 26 marzo 1983     | Francia              |
| 18 | Chiara Arcangeli    | L     | 14 febbraio 1983  | Italia               |